# Ballerus sapa
Ballerus sapa é uma espécie de peixes da família dos
Cyprinidae no ordem dos Cypriniformes.

## Morfologia
- Os machos podem chegar atingir os 35 cm de comprimento total.[3][4]

## Alimentação
Come invertebrados bentónicos.

## Habitat
É um peixe bentopelágico e de clima temperado (10°C-25°C).

## Distribuição geográfica
Encontra-se em Eurasia: bacias dos rios Danúbio, Dniester, Bug, Dnieper, Don, Kuban, Volga, Kama, Vyatka, Ural, Terek e Volkhov.